# Georg Theodor Chiewitz
Georg Theodor Policron Chiewitz (Stockholm, 5 oktober 1815 – Turku, 28 december 1862) was een Zweeds architect, stedenbouwkundige en ingenieur. Vanwege financiële problemen verhuisde hij in 1851 naar Finland, waar hij zijn grootste bekendheid verwierf.

## Privéleven
Georg was de zoon van de graveur Johan Georg Chiewitz en zijn vrouw Karin Acrel. Hij was van 1842-1855 (in Zweden) getrouwd met Laura Malvina Magnusson en vanaf 1856 (in Finland) met Wilhelmina Maria Elisabeth van Grubbens.

## Carrière
Chiewitz studeerde in 1829 af aan de Kungliga Tekniska högskolan (Koninklijke technische hogeschool) en vervolgens aan de Kungliga Konsthögskolan (Koninklijke hogeschool voor de kunsten) te Stockholm. Van 1837–1838 werkte hij als assistent voor de uitvinder John Ericsson in Londen, en in 1839 voor de architect César Daly in Parijs. In 1840 keerde hij terug naar Stockholm, waar hij zich toelegde op de bouw van spoorwegen en bruggen. In 1851 ging hij failliet en verhuisde naar Finland. Van 1852–1860 was Chiewitz de regionale architect van de toenmalige Finse provincie Turku en Pori, en van 1860–1862 was hij de stadsarchitect van Turku.

## Werken

### Zweden
Chiewitz was de favoriete architect van koning Oscar I van Zweden. Hij maakte diverse ontwerpen voor in het Haga-park in het noorden van Stockholm, in de tuinen van Slot Ulriksdal in Solna en bij slot Tullgarn in Södertälje. De bekendste werken zijn de Morenbrug in slot Ulriksdal en Oscar I's oranjerie in de tuin van slot Tullgarn.
Ook als kunstenaar was hij actief: hij schilderde aquarellen en nam in 1843 deel aan een expositie van de Zweedse academie voor schone kunsten. Van hem hangt een grote aquarel in het Nationaal Museum in Stockholm, van een uitzicht op Athene met de Akropolis.

### Finland
Zijn bekendste werken in Finland zijn de grote kerk van Pori, het Huis van de adel (Ritarihuone) en het Zweedse theater in Helsinki. Chiewitz was ook bekend vanwege zijn stedenbouwkunde. Zo verwierf hij faam met het ontwerp van de Pori toen deze stad herbouwd moest worden na de grote brand van 1852. In 1861 werd Mariehamn, de latere hoofdstad van Åland, volgens zijn ontwerp opgezet. Ook de stadsplattegronden van de steden Loviisa en Uusikaupunki werden door hem getekend.

## Afbeeldingen

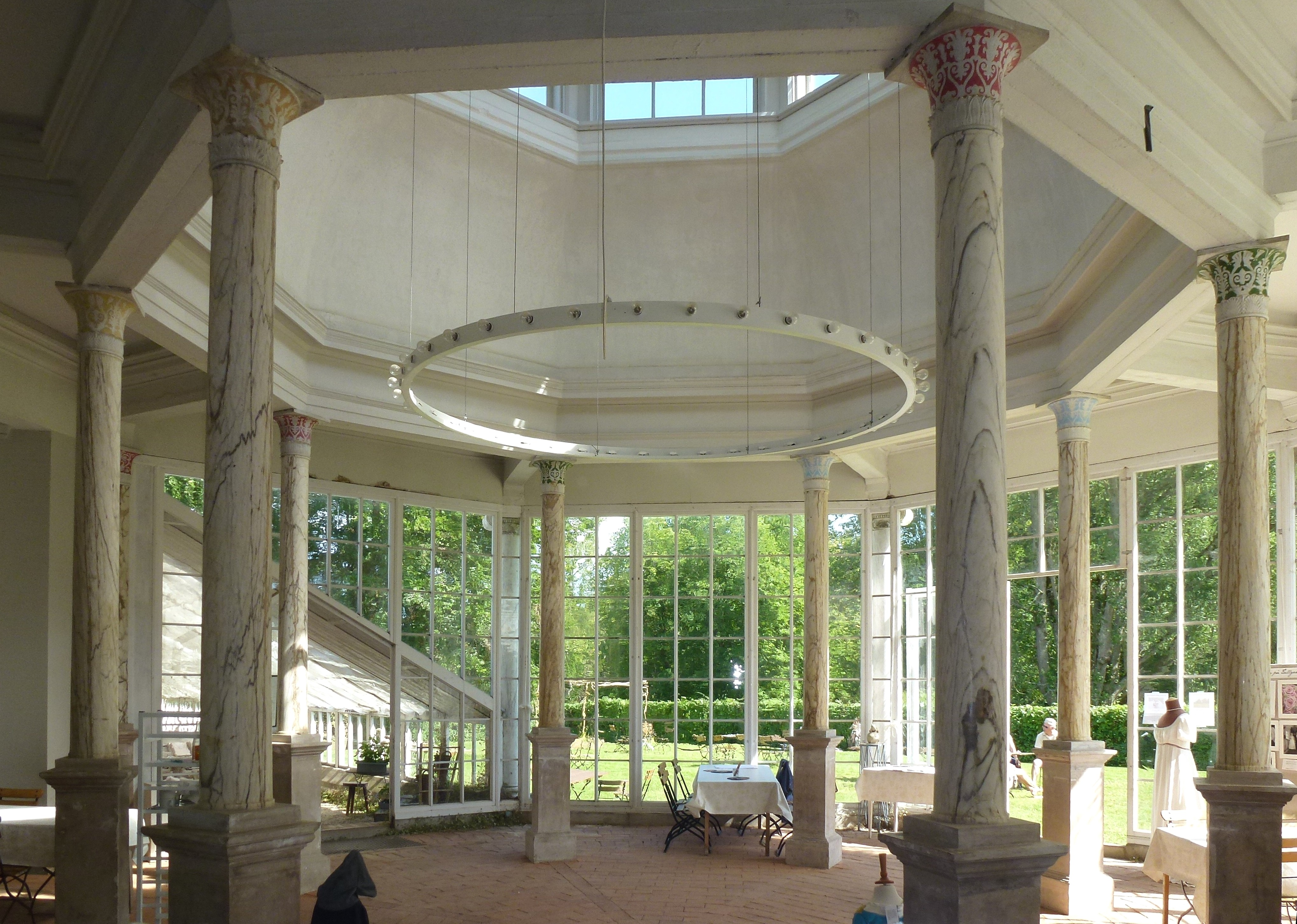
Oranjerie van Oscar I, Södertälje (1854)
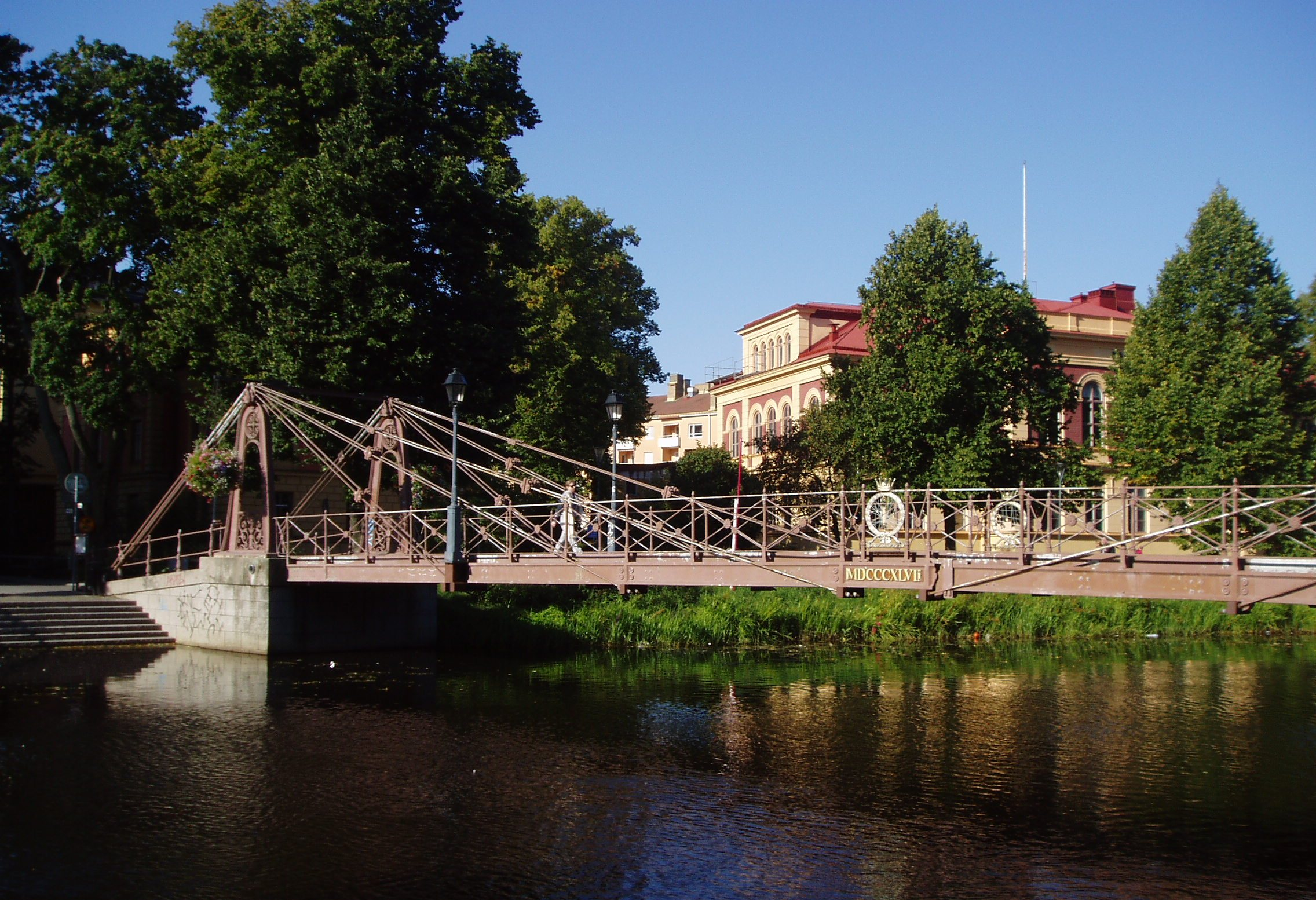
Jernbron, Uppsala (1848)
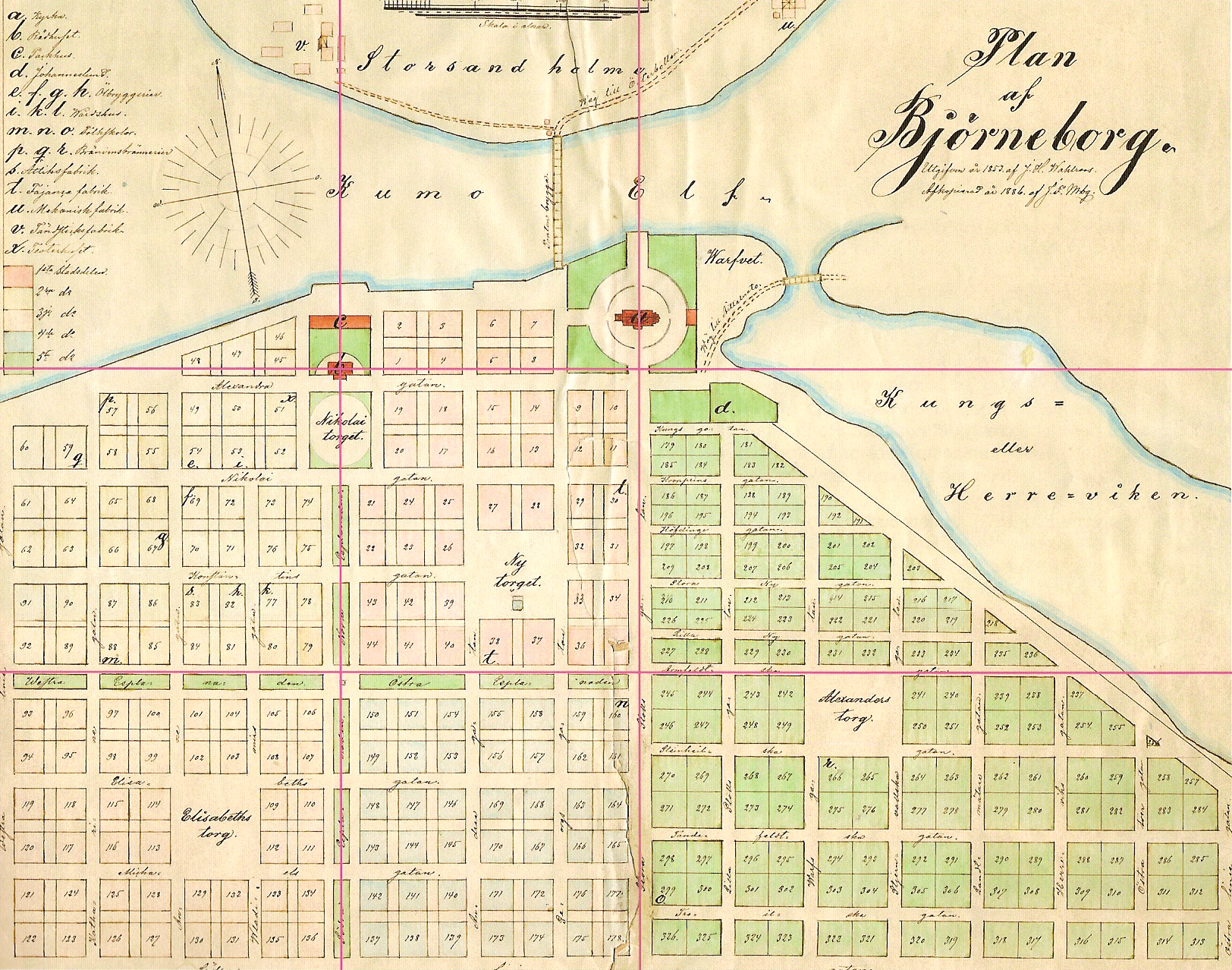
Stadsontwerp van Pori (1852)
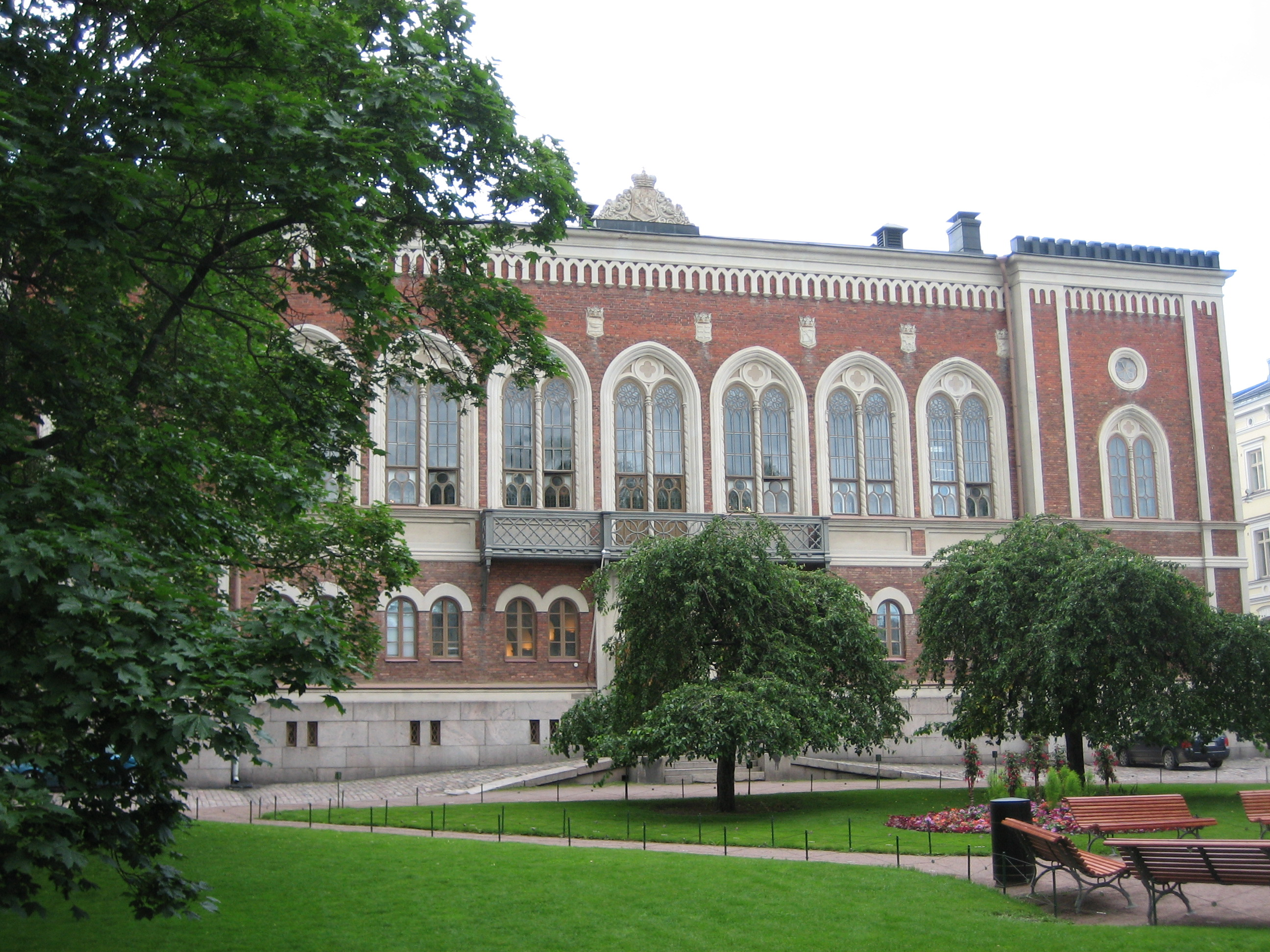
Huis van de adel, Helsinki (1862)
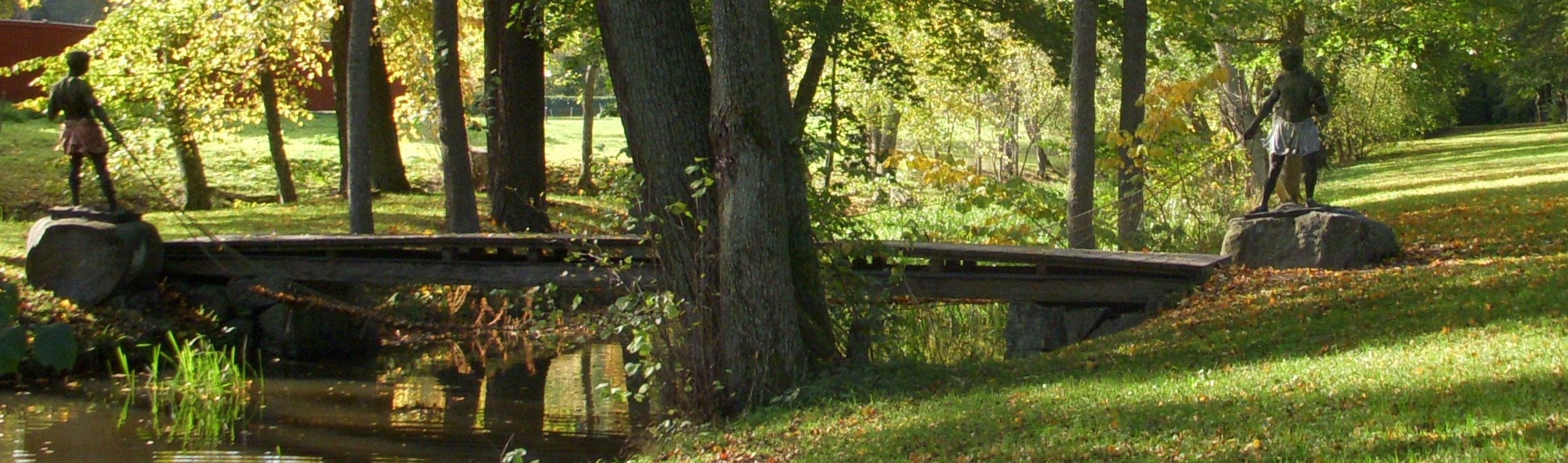
Morenbrug, Solna (1863)
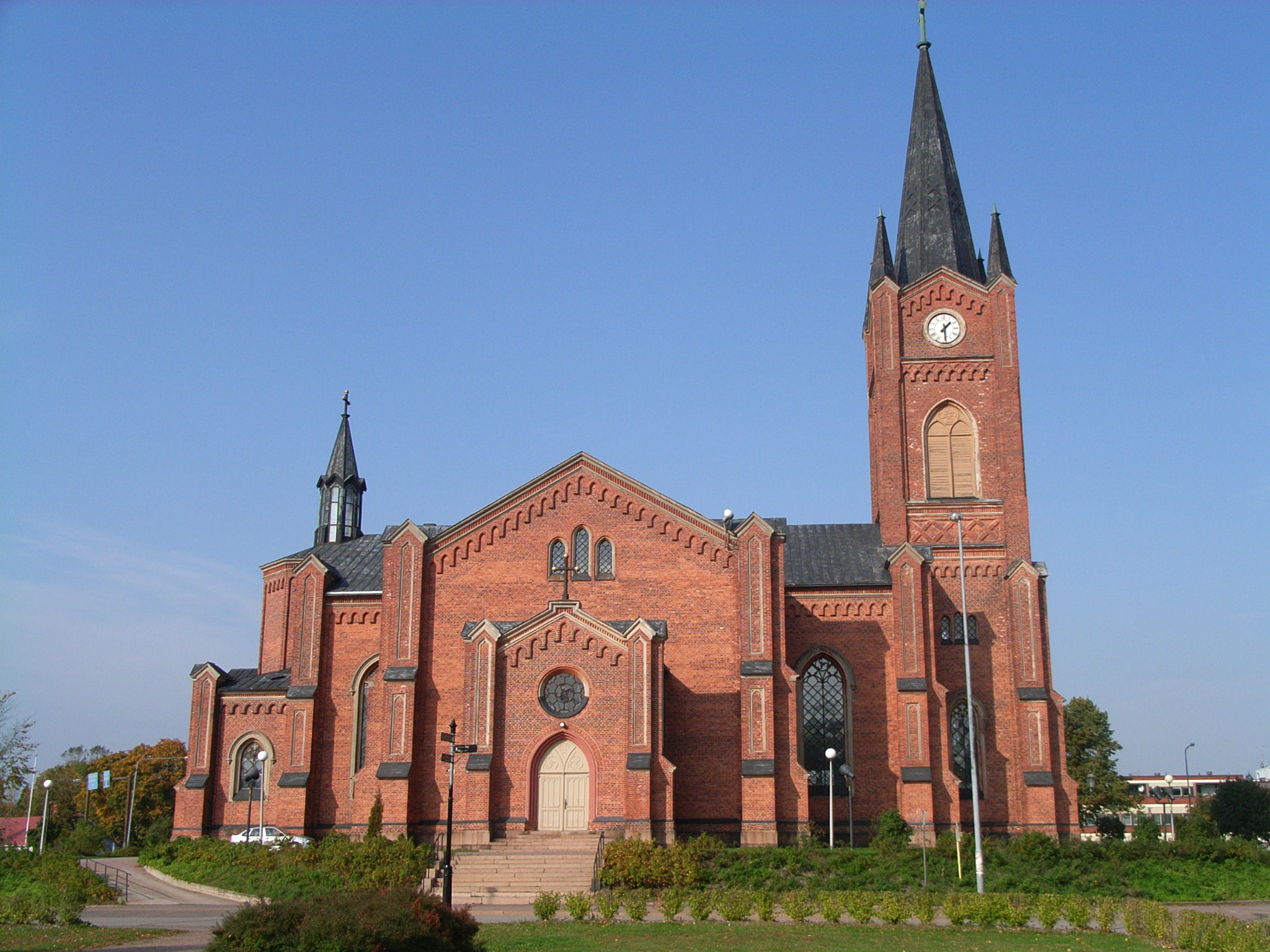
Kerk van Loviisa (1865)

- Gemeinsame Normdatei: 1162977744
- International Standard Name Identifier: 0000 0003 9974 6330
- KulturNav: 86dda359-16c9-4889-9044-3af3b5ad8720
- LIBRIS: 182813
- Union List of Artist Names: 500063569
- Virtual International Authority File: 295205276
- WorldCat: E39PBJdcxHcpqW86KDX9FTmTpP